# Langia zenzeroides
Langia zenzeroides is een vlinder uit de familie van de pijlstaarten (Sphingidae). De wetenschappelijke naam van de soort werd in 1872 gepubliceerd door Frederic Moore.